# Ernyei Sándor
Ernyei Sándor (Budapest, 1924. május 3. – Budapest, 2000. január 17.) magyar grafikus, plakáttervező, egyetemi tanár.

## Életpályája
1946–1947 között a Magyar Iparművészeti Főiskola hallgatója volt. 1948–1995 között volt kiállító művész. 1948–1951 között a Magyar Képzőművészeti Főiskola, ahol Konecsni György, Kádár György, Ék Sándor tanította. 1960–1988 között a Magyar Iparművészeti Főiskola oktatója volt. 1963–1982 között folyamatos résztvevője volt a Papp-csoport kiállításainak.

### Munkássága
A Moképnek filmplakátokat készített. Foglalkoztatta az embléma, az arculatterv és a reklámnyomtatvány. Munkájában eleget tett mind a mívesség, mind a funkcionalizmus követelményeinek. Plakátjait lírai alaphang és könnyed vonalvezetés jellemezte. Erőssége a tipográfia, szívesen használt kalligrafikus írásmódot. Az 1960-as években a plakátművészet megújítói közé tartozott a szecesszió, a pop-art, az op-art elemeinek használatával.

## Válogatott, csoportos kiállításai
- 1948, 1953, 1956, 1958, 1960-1961, 1966, 1972, 1975, 1986 Budapest
- 1970, 1974 Varsó
- 1978, 1984, 1990, 1992 Békéscsaba
- 1995 Székesfehérvár

## Díjai
- Az év legjobb plakátja verseny nívódíja (1959)
- Munkácsy Mihály-díj (1967)
- Érdemes művész (1990)
- Konecsni György-díj (1992)